# William Gordon Roe
Sir William Gordon Roe, britanski general, * 1904, † 1969.